# Bob's Burgers: Filmul
Bob's Burgers: Filmul (în engleză The Bob's Burgers Movie) este un film de animație din anul 2022, distribuit de 20th Century Studios.